# Moral vitoriana

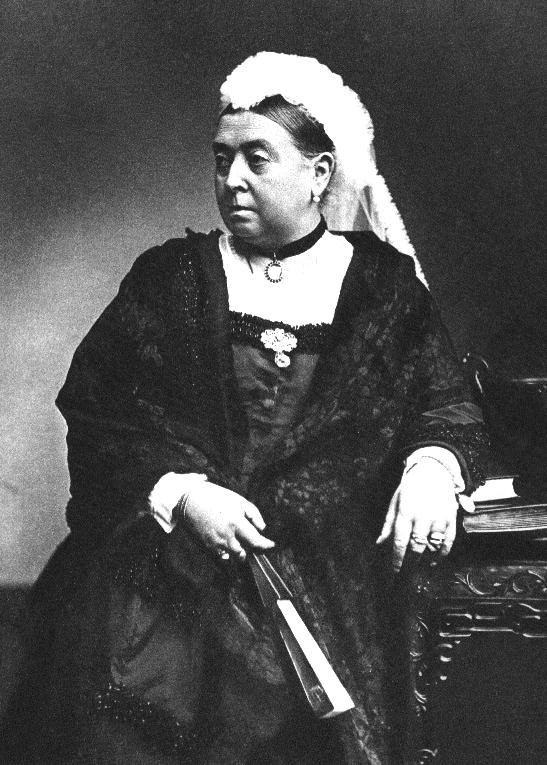
A rainha Vitória do Reino Unido na década de 1890.

A moral vitoriana é um extracto da moral das pessoas que viveram na época do reinado da rainha Vitória do Reino Unido (1837-1901) e do clima moral do Reino Unido ao longo do século XIX em geral que contrastava em grande parte com a moralidade da era georgiana que a antecedeu. A moral vitoriana pode descrever qualquer conjunto de valores que englobe restrição sexual, pouca tolerância para o crime e um código social de conduta pública rigoroso. Devido à proeminência do Império Britânico, muitos destes valores espalharam-se por todo o mundo.
O termo "vitoriano" foi utilizado pela primeira vez durante a Grande Exposição de Londres (1851), onde as invenções e morais vitorianos foram mostrados a todo o mundo.  Os valores vitorianos foram desenvolvidos em todos os sectores da sociedade vitoriana. A moralidade e valores dos vitorianos pode ser classificada em termos de Religião, Moral, Elitismo, Industrialização e Melhoramento. Estes valores tiveram por base a moral vitoriana, o que criou uma mudança geral no Império Britânico.
Hoje em dia os historiadores veem a era vitoriana como uma época de muitas contradições, como a cultivação em grande escala de um exterior digno e casto ao mesmo tempo que fenómenos sociais como a prostituição e o trabalho infantil continuavam a existir e até a aumentar. Uma pletora de movimentos sociais surgiu numa tentativa de melhorar as condições de vida da grande parte dos cidadãos britânicos que sofria devido ao rígido sistema de classes existente.

## Escravidão
A oposição à escravidão foi a principal causa evangélica do final do século XIX, liderada por William Wilberforce (1759-1833). Eles se organizaram muito bem e desenvolveram campanhas de propaganda que fizeram os leitores se arrepiarem com os horrores da escravidão. Eles carregavam o mesmo fervor moral e habilidades organizacionais na maioria dos outros movimentos de reforma. Vitória subiu ao trono em 1837, apenas quatro anos após a abolição da escravatura em todo o Império Britânico. O movimento anti-escravidão fez campanhas durante anos para conseguir a proibição, conseguindo uma abolição parcial em 1807 e a proibição total do comércio de escravos, mas não a propriedade de escravos, o que só aconteceu em 1833. Demorou tanto tempo porque a moralidade anti-escravatura foi colocada contra poderosos interesses econômicos que alegavam que seus negócios seriam destruídos se não fossem autorizados a explorar o trabalho escravo. Por fim, proprietários de plantações no Caribe receberam uma indenização em dinheiro de 20 milhões de libras esterlinas, o que refletiu o preço médio de mercado dos escravos. William E. Gladstone, mais tarde um famoso reformador, cuidou dos grandes pagamentos ao pai por centenas de escravos. A Marinha Real patrulhava o Oceano Atlântico, detendo qualquer navio que suspeitasse de negociar escravos africanos nas Américas e libertar quaisquer escravos encontrados. Os britânicos montaram uma colônia da coroa na África Ocidental - Serra Leoa - e transportaram escravos libertados para lá. Escravos libertos da Nova Escócia fundaram e nomearam a capital da Serra Leoa de "Freetown".

## Abolindo a crueldade
Crueldade com animais
William Wilberforce, Thomas Fowell Buxton e Richard Martin introduziram a primeira legislação para prevenir a crueldade contra os animais, a Lei Cruel de Tratamento de Gado de 1822; pertenceu somente ao gado e passou facilmente em 1822.)
Na Lei da Polícia Metropolitana de 1839, "combater ou atrair os leões, ursos, texugos, galos, cachorros ou outros animais" foi considerado crime. A lei estabeleceu numerosas restrições sobre como, quando e onde os animais poderiam ser usados. Proibiu que os donos deixassem os cães raivosos soltos e davam à polícia o direito de destruir qualquer cão suspeito de ser raivoso. É proibido o uso de cães para carrinhos de desenho. A lei foi estendida para o resto da Inglaterra e País de Gales em 1854. Carrinhos puxados por cachorros eram freqüentemente usados por homens autônomos muito pobres como um meio barato para entregar leite, alimentos humanos, alimentos de origem animal (o homem da carne); para coletar lixo (o homem de trapo e osso). Os cães eram suscetíveis à raiva; Casos dessa horrível doença mortal entre seres humanos estavam em ascensão. Eles também incomodavam os cavalos, que eram economicamente muito mais vitais para a cidade. Evangélicos e utilitaristas da Sociedade para a Prevenção da Crueldade contra os Animais persuadiram o Parlamento de que era cruel e deveria ser ilegal; o elemento Utilitário acrescentou inspetores do governo para fornecer fiscalização. Os donos não tiveram mais uso para seus cães e os mataram. Cães de carrinho foram substituídos por pessoas com carrinhos de mão.
Trabalho infantil
Forças religiosas assumiram a liderança na identificação dos males do trabalho infantil e legislando contra eles. Eles ficaram irritados com a contradição entre as condições no terreno para os filhos dos pobres e a noção de infância da classe média como um tempo de inocência levou às primeiras campanhas para a imposição de proteção legal para as crianças. Reformadores atacaram o trabalho infantil a partir da década de 1830. A campanha que levou aos Factory Acts foi liderada por ricos filantropos da época, especialmente Lord Shaftesbury, que apresentou projetos de lei no Parlamento para mitigar a exploração de crianças no local de trabalho. Em 1833, ele apresentou o Ato das Dez Horas de 1833, que previa que as crianças que trabalhavam nos moinhos de algodão e lã deviam ter nove anos ou mais; ninguém com menos de dezoito anos deveria trabalhar mais do que dez horas por dia ou oito horas num sábado; e ninguém com menos de vinte e cinco anos trabalharia à noite. A Lei de Fábrica de 1844 disse que as crianças de 9 a 13 anos poderiam trabalhar por no máximo 9 horas por dia com uma pausa para o almoço. Intervenções legais adicionais ao longo do século aumentaram o nível de proteção infantil, apesar da resistência das atitudes do laissez-faire contra a interferência do governo pelos proprietários das fábricas. O parlamento respeitou o laissez-faire no caso de homens adultos, e houve interferência mínima na era vitoriana.
As crianças de rua desempregadas também sofriam, como o romancista Charles Dickens revelou para uma grande audiência de classe média os horrores da vida nas ruas de Londres.
Sexualidade
Os historiadores Peter Gay e Michael Mason apontam que a sociedade moderna frequentemente confunde a etiqueta vitoriana com a falta de conhecimento. Por exemplo, pessoas que tomam banho no mar ou na praia usam uma máquina de banho. Apesar do uso da máquina de banho, ainda era possível ver pessoas se banhando nuas. As noivas típicas da classe média provavelmente não sabiam nada sobre sexo e aprenderam sobre as expectativas de seus maridos em sua noite de núpcias; a experiência foi muitas vezes traumática. Ao contrário da concepção popular, no entanto, a sociedade vitoriana reconheceu que tanto os homens quanto as mulheres desfrutavam de cópula.
A comunicação verbal ou escrita de sentimentos sexuais também era frequentemente proscrita, de modo que as pessoas usavam a linguagem das flores. No entanto, eles também escreveram erótica explícita, talvez a mais famosa sendo a atrevida My Secret Life pelo pseudônimo Walter (supostamente Henry Spencer Ashbee), e a revista The Pearl, que foi publicada por vários anos e reimpressa como um livro de bolso. na década de 1960. A literatura erótica vitoriana também sobrevive em cartas privadas arquivadas em museus e até em um estudo de orgasmos femininos. Alguns historiadores atuais acreditam agora que o mito da repressão vitoriana remonta a visões do início do século XX, como as de Lytton Strachey, membro do Bloomsbury Group, que escreveu Eminent Victorians.
Homossexualidade
A enorme expansão das forças policiais, especialmente em Londres, produziu um forte aumento nos processos por sodomia ilegal em meados do século. No entanto, os oficiais da lei consideravam um infeliz dever prejudicá-los do negócio real de combater o crime. A sexualidade masculina tornou-se um assunto favorito de estudo, especialmente por pesquisadores médicos cujos estudos de caso exploraram a progressão e os sintomas dos sujeitos institucionalizados. Henry Maudsley deu forma a visões vitorianas atrasadas sobre sexualidade aberrante. George Savage e Charles Arthur Mercier escreveram sobre os homossexuais vivendo na sociedade. O Dicionário de Medicina Psicológica de Daniel Hack Tuke cobriu a perversão sexual. Todos esses trabalhos mostram a consciência dos insights continentais, bem como o desdém moral pelas práticas sexuais descritas.
Simeon Solomon e o poeta Algernon Charles Swinburne, ao contemplarem suas próprias identidades sexuais na década de 1860, fixaram-se na poetisa lésbica Safo. Eles fizeram intelectuais vitorianos conscientes de Safo, e seus escritos ajudaram a moldar a imagem moderna do lesbianismo.
A Emenda Labouchere à Lei de Emenda da Lei Criminal de 1885, pela primeira vez, tornou todos os atos homossexuais masculinos ilegais. Previa dois anos de prisão para homens condenados por cometer ou ser parte em atos públicos ou privados de homossexualidade. Atos lésbicos - ainda pouco conhecidos - foram ignorados. Quando Oscar Wilde foi condenado por violar o estatuto e aprisionado por tais violações, em 1895, ele se tornou a vítima icônica da repressão puritana inglesa.
Prostituição
A prostituição foi um fator na vida da cidade durante séculos. Os reformadores começaram a se mobilizar no final da década de 1840, grandes organizações noticiosas, clérigos e mulheres solteiras se tornaram cada vez mais preocupadas com a prostituição, que passou a ser conhecida como "O Grande Mal Social". As estimativas do número de prostitutas em Londres na década de 1850 variam muito (em seu importante estudo, Prostituição, William Acton relatou que a polícia estimou que havia 8.600 só em Londres em 1857).
Enquanto os asilos de Madalena reformavam prostitutas desde meados do século XVIII, os anos entre 1848 e 1870 testemunharam uma verdadeira explosão no número de instituições que trabalhavam para "recuperar" essas "mulheres caídas" das ruas e treiná-las para entrar em respeitáveis sociedade - geralmente para o trabalho como empregados domésticos. O tema da prostituição e da "mulher decaída" (qualquer mulher que teve relações sexuais fora do casamento) tornou-se uma característica básica da literatura e da política da época vitoriana. Nos escritos de Henry Mayhew, Charles Booth, Charles Dickens e outros, a prostituição começou a ser vista como um problema social.
Quando o Parlamento aprovou o primeiro dos Contagious Diseases Acts em 1864 (o que permitiu à polícia local em certas áreas definidas forçar qualquer mulher suspeita de doença venérea a submeter-se à sua inspeção), a cruzada de Josephine Butler para revogar os atos do CD forçou a prostituição causa com o movimento feminista emergente. Butler atacou o duplo padrão de moralidade sexual estabelecido há muito tempo.
Prostitutas eram frequentemente apresentadas como vítimas em literatura sentimental, como o poema de Thomas Hood The Bridge of Sighs, a novela de Elizabeth Gaskell, Mary Barton, e o romance de Dickens, Oliver Twist. A ênfase na pureza das mulheres encontrada em obras como The Angel in the House, de Coventry Patmore, levou ao retrato da prostituta e da mulher caída como sujas, corrompidas e necessitadas de limpeza.
Essa ênfase na pureza feminina aliava-se ao estresse no papel de mulher que trabalha na casa, que ajudou a criar um espaço livre da poluição e da corrupção da cidade. A este respeito, a prostituta passou a ter significado simbólico como a incorporação da violação dessa divisão. O duplo padrão permaneceu em vigor. A Lei de Causas Matrimoniais de 1857 permitiu que um homem se divorciasse de sua esposa por adultério, mas uma mulher só podia se divorciar por adultério combinado com outras ofensas como incesto, crueldade, bigamia, deserção, etc., ou com base apenas na crueldade.
O anonimato da cidade levou a um grande aumento na prostituição e nas relações sexuais não sancionadas. Dickens e outros escritores associaram a prostituição à mecanização e à industrialização da vida moderna, retratando as prostitutas como mercadorias humanas consumidas e jogadas fora como lixo quando foram consumidas. Os movimentos de reforma moral tentaram fechar os bordéis, algo que às vezes se argumenta ter sido um fator na concentração da prostituição nas ruas.
A extensão da prostituição em Londres na década de 1880 ganhou proeminência nacional e global através dos assassinatos altamente divulgados atribuídos ao serial killer baseado em Whitechapel, Jack the Ripper, cujas vítimas eram exclusivamente prostitutas vivendo destituídas no East End. Dado que muitas prostitutas viviam na pobreza nas décadas de 1880 e 1890, oferecer serviços sexuais era uma fonte de necessidade desesperada para financiar suas refeições e acomodação temporária do resfriado e, como resultado, prostitutas representavam presas fáceis para criminosos. como eles poderiam fazer pouco para proteger-se pessoalmente do dano.

## Crime e polícia
Depois de 1815, havia um medo generalizado de crimes crescentes, assaltos à ação da turba e ameaças de desordem em larga escala. O crime havia sido tratado em uma base ad-hoc por policiais paroquiais mal organizados e vigias particulares, apoiados por penas muito duras, incluindo centenas de causas para execução ou deportação para a Austrália. Londres, com 1,5 milhão de pessoas - mais do que as próximas 15 cidades juntas - ao longo das décadas, elaborou arranjos informais para desenvolver um sistema de policiamento uniforme em seus muitos bairros. A Lei da Polícia Metropolitana de 1829, defendida pelo Ministro do Interior Robert Peel, não foi uma inovação tão surpreendente quanto uma sistematização com financiamento ampliado de práticas informais estabelecidas. Criou o Serviço de Polícia Metropolitana, com sede na Scotland Yard. Londres agora tinha a primeira força policial moderna do mundo. Os 3000 policiais foram chamados de "bobbies" (após o primeiro nome de Peel). Eles eram bem organizados, dirigidos centralmente e usavam uniformes azuis padrão. Legalmente, eles tinham o status histórico de policial, com autoridade para prender pessoas suspeitas e registrar infratores perante um tribunal de magistrados. Eles foram designados em equipes para batidas específicas, especialmente à noite. A iluminação a gás foi instalada nas principais ruas, facilitando sua tarefa de vigilância. As taxas de criminalidade diminuíram. Uma lei de 1835 exigia que todos os municípios incorporados na Inglaterra e no País de Gales estabelecessem forças policiais. A Escócia, com seu sistema legal separado, logo foi adicionada. Em 1857, todas as jurisdições da Grã-Bretanha tinham uma força policial organizada, pela qual o Tesouro pagava um subsídio. A polícia tinha um pagamento estável, foram selecionados por mérito e não por influência política, e raramente eram usados para fins partidários. A escala salarial não era alta (um guiné por semana em 1833), mas o prestígio era especialmente alto para os católicos irlandeses, que estavam desproporcionalmente representados em todas as cidades em que tinham grande presença.

## Causação
Historiadores intelectuais em busca de causas da nova moralidade frequentemente apontam para as idéias de Hannah More, William Wilberforce e Clapham Sect. Perkin argumenta que isso exagera a influência de um pequeno grupo de indivíduos, que eram "tanto um efeito da revolução quanto uma causa". Também tem um problema de temporização, pois muitos dos predecessores falharam. A abordagem intelectual tende a minimizar a importância de não-conformistas e evangélicos - os metodistas, por exemplo, desempenharam um papel poderoso no nível superior da classe trabalhadora. Finalmente, falta um ingrediente-chave: em vez de tentar melhorar uma sociedade antiga, os reformadores estavam tentando levar a Grã-Bretanha a uma nova sociedade do futuro.
Movimentos da era vitoriana por justiça, liberdade e outros valores morais fortes fizeram a ganância e a exploração se transformarem em males públicos. Os escritos de Charles Dickens, em particular, observaram e registraram essas condições. Karl Marx e Friedrich Engels realizaram grande parte de sua análise dos males do capitalismo em e como reação à Grã-Bretanha vitoriana.
Peter Shapely examinou 100 líderes de caridade no Manchester vitoriano. Eles trouxeram capital cultural significativo, como riqueza, educação e posição social. Além das reformas efetivas para a cidade, elas conseguiram para si uma forma de capital simbólico, uma forma legítima de dominação social e liderança cívica. A utilidade da caridade como meio de impulsionar a liderança social de uma pessoa era socialmente determinada e só levaria uma pessoa até agora.
1. ↑  J. Merriman (2004). A History of Modern Europe; From the French Revolution to the Present New York, London: W.W. Norton & Company.

## Leitura adicional

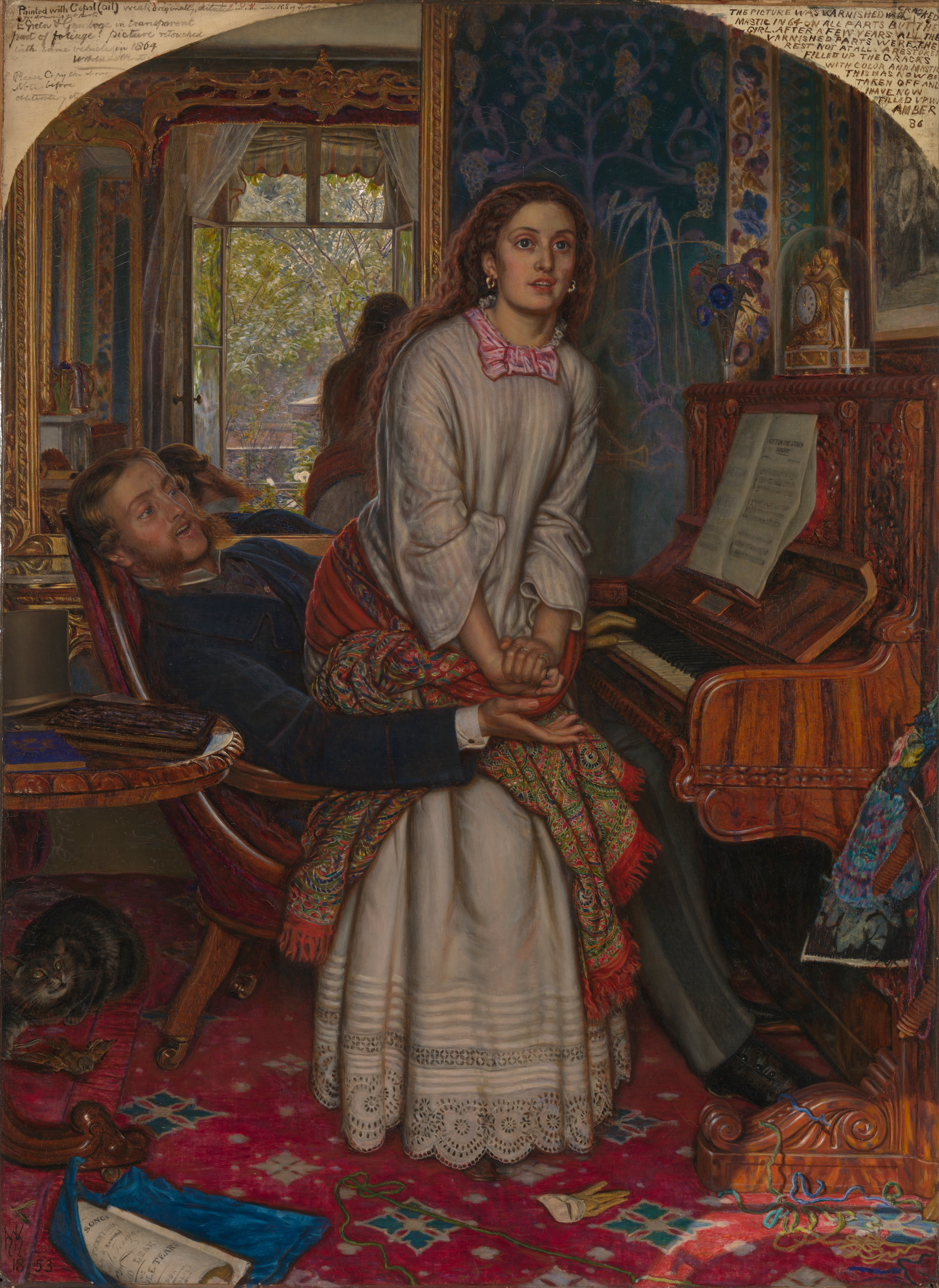
Holman Hunt The Awakening Conscience (1853)